# Ottokar Nováček

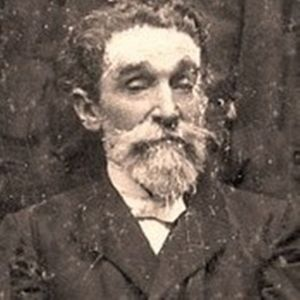
Ottokar Nováček

Ottokar Eugen Nováček (ook: Novacek) (Fehértemplon, 13 mei 1866 – New York, 3 februari 1900) was een Servisch componist, muziekpedagoog, violist en altviolist.

## Levensloop
Nováček kreeg — evenals zijn broers Rudolf Nováček, Karel Nováček en Victor Nováček (1875-1914) — de eerste muziekles van zijn vader Martin Josef Nováček, die in Timișoara een muziekschool leidde. Al op twaalfjarige leeftijd viel hij in een concert op met zijn interpretatie van het Concert in e mineur, voor viool en orkest van Felix Mendelssohn Bartholdy. Hij studeerde van 1880 tot 1883 bij Jakob Dont in Wenen en vervolgens aan het conservatorium te Leipzig bij Adolph Brodsky en Henry Schradieck. In Leipzig won hij in 1885 de Mendelssohnprijs.
Vanaf 1880 was hij violist in het Gewandhausorchester in Leipzig en eerste tweede violist en later altviolist in het Brodsky-Kwartet. In 1891 vertrok hij naar Boston en werd lid van het Boston Symphony Orchestra, dat toen onder leiding stond van Arthur Nikisch. Verder was hij docent aan het New England Conservatory te Boston. In 1892 en 1893 was hij altviolist van het New York Damrosch Orchestra en later opnieuw lid van het strijkkwartet van zijn oud-leraar Adolph Brodsky. In 1899 werd hij ernstig ziek en kon hij niet meer als musicus optreden. Vanaf dit tijdstip tot aan zijn overlijden deed hij uitsluitend composities.
Zijn Concert voor piano en orkest werd bijvoorbeeld door Ferruccio Busoni gecreëerd. Hij schreef een Hymne voor strijkorkest, die zowel in de Verenigde Staten alsook in Europa door Arthur Nikisch uitgevoerd werd.

## Composities

### Werken voor orkest
- 1894 Concert, voor piano en orkest, op. 8
- Hymne, voor strijkorkest
- Perpetuum mobile (Moto perpetuo), voor viool en orkest

### Vocale muziek

#### Liederen
- Zes Liederen, voor zangstem en piano - tekst: Lev Tolstoj

### Kamermuziek
- 1890 Strijkkwartet in e-mineur
- 1894 Suite in F-majeur, voor viool en piano, op. 7
- 1896 8 Concert Caprices, voor viool en piano, op. 5
- 1898 Strijkkwartet in Es-majeur
- 1900 Strijkkwartet in C-majeur
- Bulgaarse dansen, voor viool en piano
- Perpetuum mobile (Moto perpetuo), voor viool en piano[1]

### Werken voor piano
- Twee Capricci, voor piano